# Bettino Ricasoli
Bettino Ricasoli, apodado el «Barón de Hierro», (Florencia, 9 de marzo de 1809 - Gaiole in Chianti, (Castillo - Brolio), 23 de octubre de 1880) fue un político italiano, alcalde de Florencia y el segundo Presidente del Consejo de Ministros de Italia después de Cavour.

## Juventud
Nacido en una notable familia florentina en el proceso de declive económico, vivió la mayor parte de su vida en la antigua finca principal de la familia: el Castillo de Brolio en Gaiole in Chianti, cerca de Siena.
Desde su infancia mostró un gran interés en las ciencias físicas y naturales y pasó su infancia con su padres Luis y Elizabeth Peruzzi en el Castillo de Brolio, hasta que su padre murió en 1816. Huérfano a la edad de dieciocho años con una propiedad agobiada por las deudas, se declaró adulto por un decreto especial del Gran Duque de Toscana y se le concedió la tutoría sobre sus hermanos menores. Interrumpió sus estudios y se retiró en Brolio y, con una gestión cuidadosa, logró salvar el patrimonio familiar.

## La ascendencia política en el Gran Ducado
Ricasoli fue un hombre de acción, muy religioso y de espíritu meditativo, su orientación política, al menos inicialmente, estuvo condicionada por el pensamiento y los escritos de Cesare Balbo y de Massimo d'Azeglio.
Siguiendo su índole religiosa, llegó a la conclusión de que el papado debía reformarse porque "privada de religión, la empresa italiana no tenía ninguna base".
En 1847, Ricasoli fundó el periódico La patria, cuyo programa tenía el objetivo de definir la «constitución de la nacionalidad italiana». En octubre de ese año fue designado para mediar entre Toscana y Módena, en un conflicto que se desató debido a la anexión del territorio de Lucca, a la Toscana. Esto lo convenció de que era necesario sentar las bases de una nueva política italiana. En 1848 fue elegido alcalde de Florencia, pero renunció a causa de la posición antiliberal del gran duque Leopoldo II.
Fuerte en su misión, a pesar del desastre que tuvo lugar en Italia en 1849, Ricasoli puso mucha fe en el Piamonte como «Estado» capaz de coagular políticamente otros, incluyendo la Toscana, en una futura única nación italiana.

## Gobiernos del Reino de Italia
El 27 de abril de 1859 fue nombrado Ministro del Gobierno Provisional de la Toscana y asumió, tras el armisticio de Villafranca, el poder central. Ricasoli era entonces líder de la anexión de la Toscana al nuevo reino de Italia, nacido el 17 de marzo de 1861. También en 1859 Ricasoli tuvo un papel fundamental en la fundación del periódico La Nazione que apuntó la temática nacional como centro de interés nacional.
Elegido en 1861, sucedió el 12 de junio de ese año a Cavour, en la jefatura del gobierno. Con su trabajo en el gobierno realizó un fuerte impulso en la gestión administrativa del estado. Durante su mandato, aceptó a los voluntarios del ejército regular Garibaldi, revocó el exilio de Giuseppe Mazzini e intentó en vano la reconciliación con la Santa Sede.
Ricasoli fue obligado a renunciar el 3 de marzo de 1862, pero regresó al poder del 20 de junio de 1866 al 10 de abril de 1867. De entonces, se recuerda el rechazo a la oferta de Napoleón III de ceder Venecia a Italia a cambio de la terminación de la alianza de Italia con Prusia.

## Últimos años
A la partida de los franceses de Roma a finales de 1866, Ricasoli intentó una vez más la reconciliación con los Estados Pontificios al proponer un convenio en virtud del cual el Reino de Italia restituía a la Iglesia la propiedad de las órdenes religiosas a cambio de cancelar la transferencia progresiva de 24 millones de liras. Para apaciguar a la Santa Sede el primer ministro concedió el exequátur a cuarenta y cinco obispos contrarios al régimen italiano. La Santa Sede aceptó su propuesta, pero la Cámara de los Diputados se mostraron refractarios, y, aunque disuelta por Ricasoli, el siguiente acuerdo fue aún más hostil.
En este punto, sin esperar a las próximas elecciones, renunció Ricasoli y se alejó de la vida política, haciendo solo discursos ocasionales en la Cámara, sin embargo, siguió siendo considerado como un miembro influyente de los opositores de la derecha histórica. El único cargo político que mantuvo fue el de alcalde de Gaiole in Chianti.
Además de político, fue un hábil de agricultor. Miembro de la Accademia dei Georgofili. fue un innovador de la vinicultura de la Toscana. Michele Taddei explica en su libro Siamo onesti! Il barone che volle l'unità d'Italia que se debe a Ricasoli la fórmula del Chianti. También en el libro de Taddei se lee :donde el Barón consiguió buenos resultados en relación con las inversiones y los esfuerzos realizados se encontraba en la elaboración del «vino sublime» puede ser vendido y bebido en todo el mundo, sin perder las características organolépticas durante largos periodos de viaje. También en este caso fue un investigador incansable y perfeccionista. Se basó en manos experimentadas para la parte de análisis químicos y, mirando en particular a Francia, trató de encontrar los secretos de elaboración del vino y antes la del cultivo de la vid y la fermentación. Para comprobar la estanqueidad de sus vinos en la distancia y el transporte probó la «navegación» de artesanía para los barriles del año con destino a todas las partes del mundo, de América del Sur hasta Bombay. Fue su tenacidad y pruebas, que duraron durante tres décadas, que el Reglamento de la producción de vino Chianti que en ese tiempo fue transformado en un pliego de condiciones y todavía hoy, aunque con una ligeras modificaciones, define el porcentaje de uvas de que debe estar compuesto los vinos italianos más famosos del mundo.
| Predecesor: Camillo Benso, conde de Cavour Alfonso La Marmora | Presidente del Consejo de Ministros del Reino de Italia 1861 - 1862 1866 - 1867 | Sucesor: Urbano Rattazzi |